# Xiphocheilus typus
Xiphocheilus typus is een  straalvinnige vissensoort uit de familie van lipvissen (Labridae). De wetenschappelijke naam van de soort is voor het eerst geldig gepubliceerd in 1857 door Pieter Bleeker.
De soort werd ontdekt in de zee rond het eiland Nias in Nederlands-Indië.
De soort staat op de Rode Lijst van de IUCN als niet bedreigd, beoordelingsjaar 2008.